# 阿斯蒂耶
阿斯蒂耶（法語：Astillé，法語發音：[astije]）是法国马耶讷省的一个市镇，属于拉瓦勒区。

## 地理
阿斯蒂耶（47°57'47"N, 0°51'6"W）面积20.73 平方千米，位于法国卢瓦尔河地区大区马耶讷省，该省份为法国西北部内陆省份，北起芒什省和奧恩省，西接伊勒-维莱讷省，南至曼恩-卢瓦尔省，东临萨尔特省。
与阿斯蒂耶接壤的市镇（或旧市镇、城区）包括：阿于耶、科姆、科塞勒维维安、库尔伯韦耶、蒙蒂涅勒布里扬、维宽河畔尼耶、克莱讷圣戈。

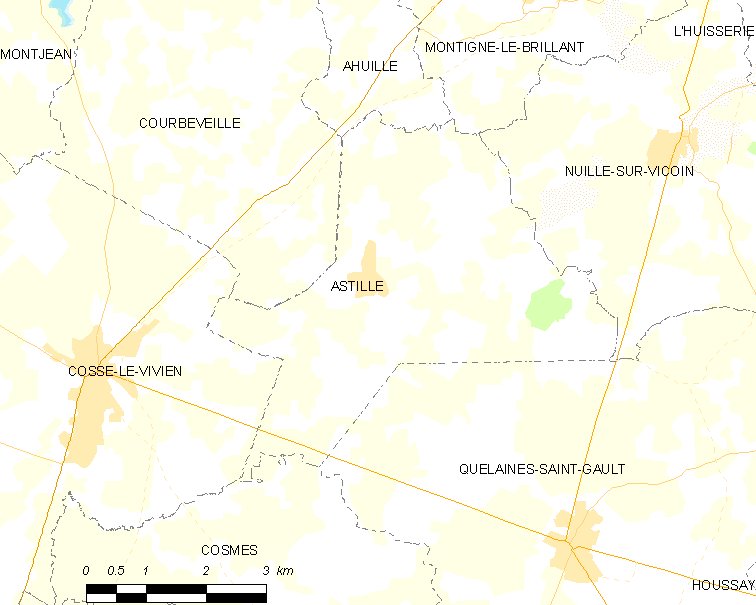
阿斯蒂耶的OSM定位图

阿斯蒂耶的时区为UTC+01:00、UTC+02:00（夏令时）。

## 行政
阿斯蒂耶的邮政编码为53230，INSEE市镇编码为53011。

## 政治
阿斯蒂耶所属的省级选区为科塞勒维维安县。

## 人口

1962-2008年间阿斯蒂耶人口变化图示

阿斯蒂耶于2022年1月1日时的人口数量为887人。